# 220418 Golovyno
220418 Golovyno è un asteroide della fascia principale. Scoperto nel 2003, presenta un'orbita caratterizzata da un semiasse maggiore pari a 3,1961580 UA e da un'eccentricità di 0,0464844, inclinata di 8,90562° rispetto all'eclittica.